# Alessio Di Basco
Alessio Di Basco, né le 18 novembre 1964 à Vecchiano est un coureur cycliste italien. Professionnel de 1987 à 1997, il a notamment remporté une étape du Tour d'Italie et une étape du Tour d'Espagne,,. 

## Palmarès

### Palmarès amateur
- 1983
  - 3e étape du Tour de la Vallée d'Aoste
- 1985
  - 2e du Gran Premio Pretola
- 1986
  - 6e étape du Tour de la Vallée d'Aoste

### Palmarès professionnel
- 1988
  - 9e étape du Tour d'Italie
  - 3e du Trofeo Laigueglia
- 1990
  - 5e étape de la Semaine cycliste lombarde
- 1992
  - 1re étape du Tour de Suisse
- 1994
  - 15e étape du Tour d'Espagne
- 1995
  - 5e étape de la West Virginia Classic
  - 1re et 10e étapes du Tour du Portugal
  - 2e du Coca-Cola Trophy
  - 2e de la Coppa Sabatini
  - 2e de la Coppa Bernocchi
  - 3e du Tour d'Émilie
- 1996
  - Prologue du Tour du Portugal (contre-la-montre par équipes)

## Résultats sur les grands tours

### Tour d'Espagne
2 participations
- 1994 : 111e, vainqueur du classement des sprints spéciaux et de la 15e étape
- 1997 : 81e

### Tour d'Italie
7 participations
- 1987 : 122e
- 1988 : 109e, vainqueur de la 9e étape
- 1989 : 138e
- 1990 : 163e, vainqueur du classement des sprints intermédiaires
- 1992 : 120e
- 1994 : abandon (14e étape)
- 1995 : abandon (1re étape)